# Cytochrome

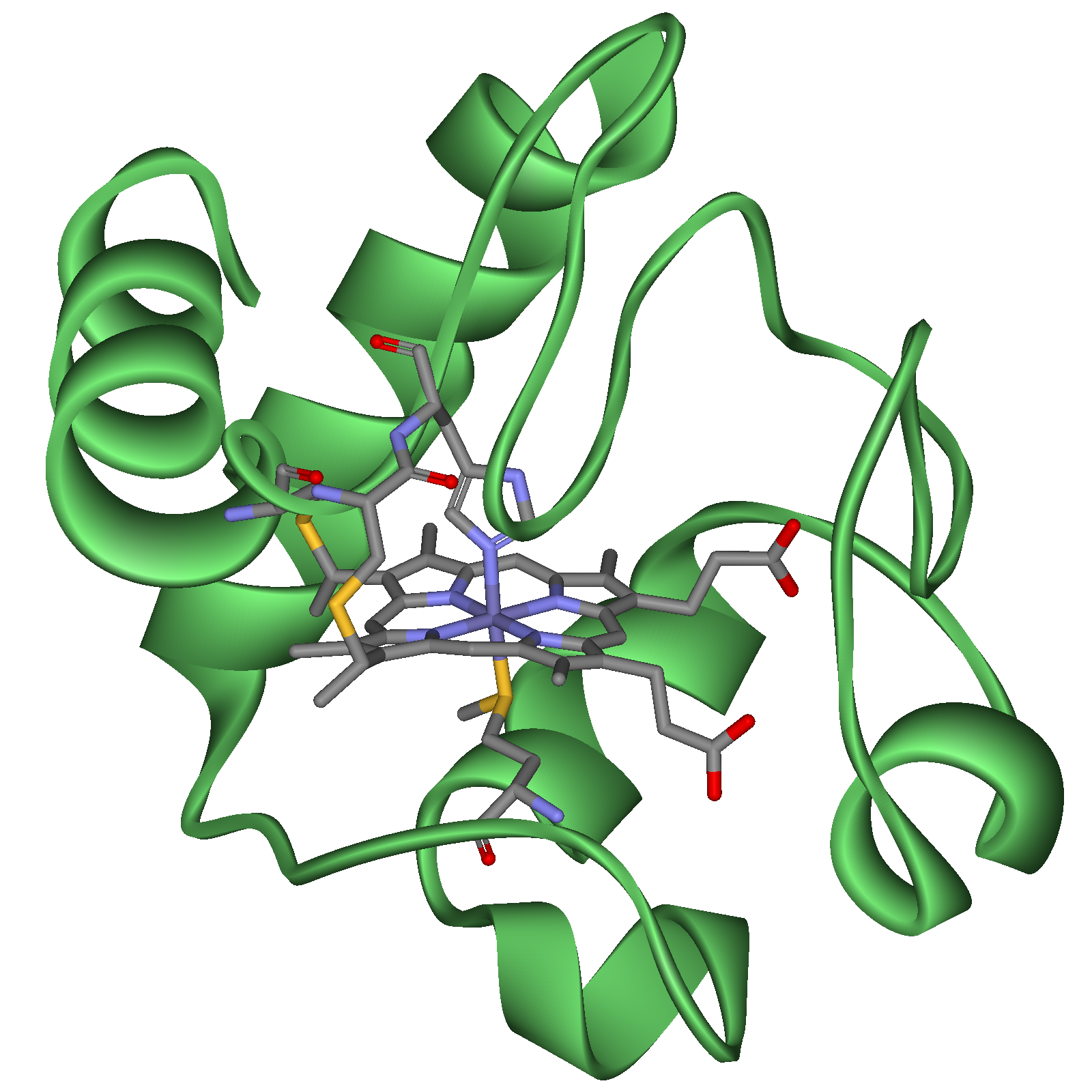
Struktur des Proteins Cytochrom c mit der prosthetischen Gruppe Häm c

Cytochrome (auch: Zytochrome, von griech. kýtos = Gefäß, Höhlung, Zelle und chroma = Farbe) sind farbige Proteine (Chromoproteine) (daher der Name, der „Zellfarbstoff“ bedeutet), die Häme als prosthetische Gruppe enthalten und als Redoxvermittler fungieren, indem das Eisenion im Häm die Oxidationszahl wechselt. Cytochrome werden nach der Variante des Häms, das sie enthalten, und nach ihrem Licht-Absorptionsspektrum unterschieden.
Sie spielen eine Rolle bei der Zellatmung, bei der Photosynthese und bei anderen biochemischen Vorgängen, wo sie als Überträger von Elektronen bei Redoxreaktionen (Kofaktor von Oxidoreduktasen) wirken. Es gibt circa 50 verschiedene Typen. Cytochrome kommen in Zellorganellen wie Mitochondrien und Chloroplasten vor. Außerdem kommen Cytochrome in Tieren im braunen Fettgewebe vor. Die Cytochrome geben dabei – zusammen mit zahlreichen Gefäßen – dem Fettgewebe seine braune Farbe.

## Geschichte
Die Cytochrome wurden 1884 von McMunn entdeckt. Erst 40 Jahre nach der Entdeckung konnte David Keilin die Spektren von lebenden Zellen interpretieren als die der drei wichtigsten Cytochrome a, b und c.

## Eigenschaften
Cytochrome besitzen als prosthetische Gruppe ein oder mehrere Häm-Moleküle. Die Cytochrome unterscheiden sich im Häm-Typ und vom Apoprotein, welches das Häm umgibt.
Nach ihren charakteristischen Licht-Absorptionsspektren unterscheidet man die Cytochrome a, b, c, d und f, die meist noch einmal mit nachgestellten Nummern weiter unterschieden werden (siehe beispielsweise Cytochrom-b6f-Komplex, Cytochrom c6 oder Succinat-Dehydrogenase §Struktur). Der spezifische Absorptionsbereich von blauen Wellenlängen wird nach dem Entdecker Soret-Bande genannt.
Aufgrund der optischen Eigenschaften der Cytochrome wird der Stoffwechsel von Backhefe Saccharomyces cerevisiae durch Licht beeinflusst. Frühe Forschung konnten eine Zerstörung der Cytochrome durch Licht nachweisen. Aktuellere Forschung sieht vielmehr eine evolutionäre Anpassung der circadianen Rhythmen von Hefen durch die Absorption und damit ein Schutz gegen Lichtschädigung und Sauerstoffradikale.

## Beispiele
Das bestuntersuchte Cytochrom ist das Cytochrom c, welches aus dem Herzmuskelgewebe von Thunfischen oder Pferden gewonnen wird. Es besteht aus ungefähr 100 Aminosäuren und die molekulare Struktur ist durch Proteinkristallographie gut charakterisiert. Cytochrom c ist evolutionsgeschichtlich ein sehr altes Protein.
Im Gegensatz zu vielen anderen Cytochromen, die Aufgaben beim Elektronentransport wahrnehmen, sind „Cytochrom P450“-Proteine und Cyclooxygenasen Enzyme, meist Oxygenasen.
Die Cytochrome OmcS und vor allem OmcZ in den Pili einiger Geobacter-Arten machen diese zu mikrobiellen Nanodrähten (englisch nanowires, auch E-Pili genannt).